# Sankt Pölten Invaders 2023
Questa voce raccoglie le informazioni riguardanti i Sankt Pölten Invaders nelle competizioni ufficiali della stagione 2023.

## AFL - Division I 2023

### Stagione regolare
| St. Georgen am Steinfelde 25 marzo 2023, ore 16:00 1ª giornata | Sankt Pölten Invaders | 8 – 0 (0-0 2-0 0-0 6-0) referto | Vienna Dragons 2 | Invaders field |

| St. Georgen am Steinfelde 1º aprile 2023, ore 16:00 2ª giornata | Sankt Pölten Invaders | 13 – 14 (0-14 13-0 0-0 0-0) referto | Red Tigers | Invaders field |

| Székesfehérvár 22 aprile 2023, ore 15:00 3ª giornata | Fehérvár Enthroners | 19 – 33 (0-6 7-6 6-14 6-7) referto | Sankt Pölten Invaders | FIRST Field |

| Ottakring 30 aprile 2023, ore 16:00 4ª giornata | Vienna Knights | 24 – 7 (6-0 0-0 8-0 10-7) referto | Sankt Pölten Invaders | Redstarplatz |

| St. Georgen am Steinfelde 20 maggio 2023, ore 16:00 6ª giornata | Sankt Pölten Invaders | 39 – 0 (22-0 17-0 0-0 0-0) referto | Fehérvár Enthroners | Invaders Field |

| Vienna 28 maggio 2023, ore 15:00 7ª giornata | Red Tigers | 7 – 25 (0-0 0-0 7-12 0-13) referto | Sankt Pölten Invaders | Footballzentrum Ravelin |

| Vienna 3 giugno 2023, ore 11:00 8ª giornata | Vienna Dragons 2 | 0 – 41 (0-7 0-34 0-0 0-0) referto | Sankt Pölten Invaders | Sportplatz Donaufeld |

| St. Georgen am Steinfelde 24 giugno 2023, ore 16:00 10ª giornata | Sankt Pölten Invaders | 21 – 18 (0-6 14-6 7-6 0-0) referto | Vienna Knights | Invaders field |

### Playoff
| Amstetten 15 luglio 2023, ore 18:00 Semifinale | Amstetten Thunder | 38 – 13 (14-0 10-0 7-6 7-7) referto | Sankt Pölten Invaders | Umdasch Stadion |

## Statistiche di squadra
| Competizione      | %Vittorie | In casa | In casa | In casa | In casa | In casa | In casa | In trasferta | In trasferta | In trasferta | In trasferta | In trasferta | In trasferta | Totale | Totale | Totale | Totale | Totale | Totale |
| Competizione      | %Vittorie | G       | V       | N       | P       | Pf      | Ps      | G            | V            | N            | P            | Pf           | Ps           | G      | V      | N      | P      | Pf     | Ps     |
| ----------------- | --------- | ------- | ------- | ------- | ------- | ------- | ------- | ------------ | ------------ | ------------ | ------------ | ------------ | ------------ | ------ | ------ | ------ | ------ | ------ | ------ |
| Stagione regolare | .750      | 4       | 3       | 0       | 1       | 81      | 32      | 4            | 3            | 0            | 1            | 106          | 50           | 8      | 6      | 0      | 2      | 187    | 82     |
| Playoff           | .000      | 0       | 0       | 0       | 0       | 0       | 0       | 1            | 0            | 0            | 1            | 13           | 38           | 1      | 0      | 0      | 1      | 13     | 38     |
| Totale            | .667      | 4       | 3       | 0       | 1       | 81      | 32      | 5            | 3            | 0            | 2            | 119          | 88           | 9      | 6      | 0      | 3      | 200    | 120    |